# Elección para gobernador de Kentucky de 2023
Las elecciones para gobernador de Kentucky de 2023 se llevarán a cabo el 7 de noviembre de 2023 para elegir al gobernador y al vicegobernador de Kentucky. El actual gobernador demócrata Andy Beshear se postula para la reelección para un segundo mandato. Está previsto que el ganador de las elecciones para gobernador de 2023 preste juramento el 12 de diciembre de 2023. La fecha límite para presentar precandidaturas fue el 6 de enero de 2023, y las primarias partidarias se realizaron el 16 de mayo de 2023.

## Primaria demócrata
- Andy Beshear, gobernador titular[1]
- Geoff Young, candidato perenne[2]

## Primaria republicana
- Daniel Cameron, Fiscal General de Kentucky[3]
- David Cooper, miembro de la Guardia Nacional del Ejército de Kentucky[2]
- Kelly Craft, ex embajadora de EE. UU. ante las Naciones Unidas y ante Canadá[4]
- Eric Deters, ex abogado[5][6]
- Robert Devore, exmiembro de la junta escolar del condado de McCreary y candidato perenne[2]
- Mike Harmon, Auditor del Estado de Kentucky[7]
- Alan Keck, alcalde de Somerset[8]
- Savannah Maddox, representante estatal[9]
- Anthony Moore, contratista de perforación de pozos[2]
- Ryan Quarles, Comisionado de Agricultura de Kentucky[10]
- Johnny Rice, activista de la milicia y ex oficial de policía[2]
- Robbie Smith, profesor de secundaria[2]